# Uragano Katia (2011)
L'uragano Katia è stato un ciclone tropicale attivo nel Nord Atlantico.

## Storia meteorologica
Il 27 agosto 2011, una vasta area di precipitazioni e temporali disorganizzati associati ad un'onda tropicale si mosse al largo della costa occidentale dell'Africa verso l'Oceano Atlantico. Lo spostamento verso ovest, in una regione favorevole per la ciclogenesi tropicale, ha portato gli esperti del National Hurricane Center (NHC) a prevedere lo sviluppo graduale della onda nei giorni successivi. 

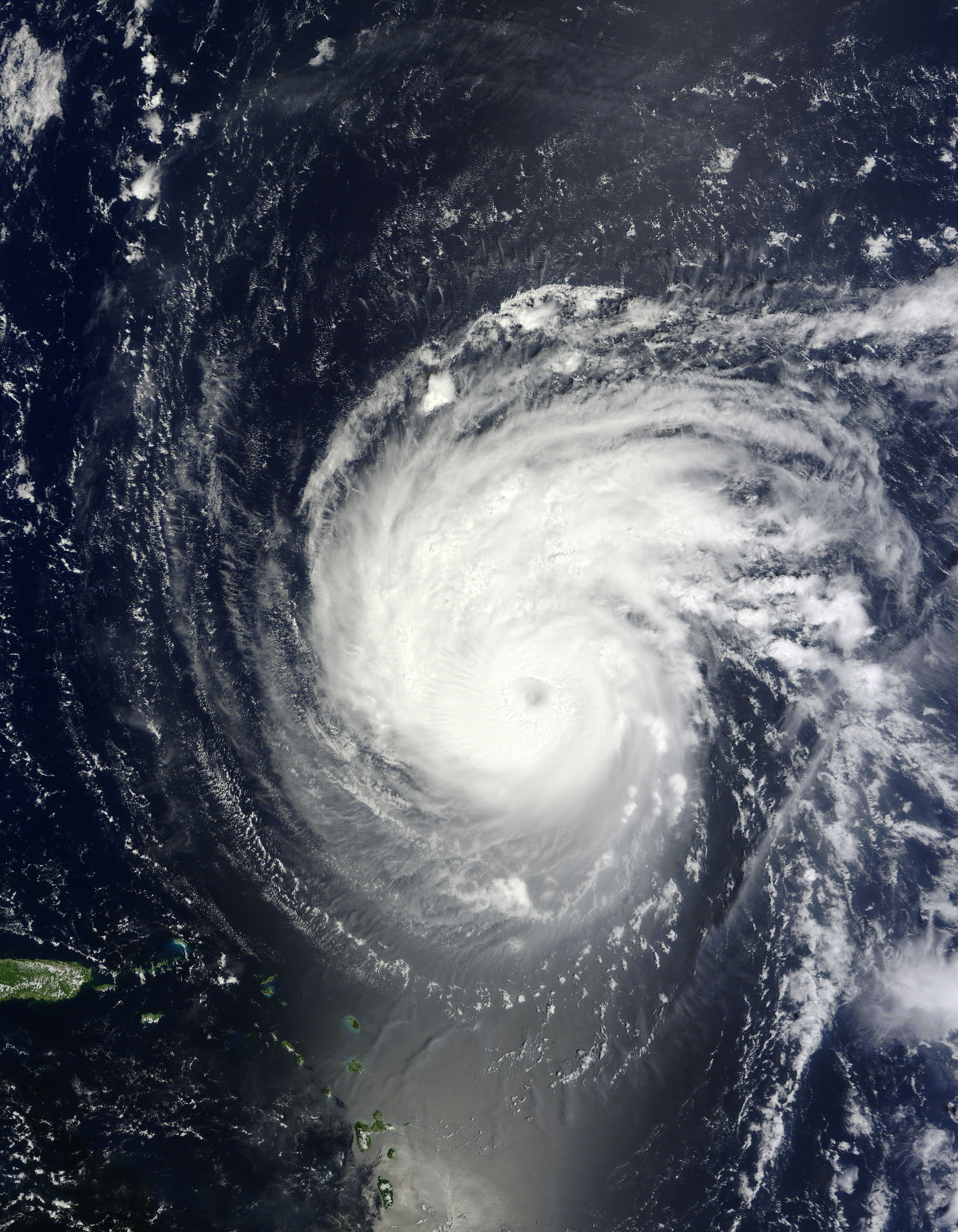
L'uragano Katia mentre si muoveva lontano dalle Antille il 4 settembre.

Il pomeriggio seguente, una zona di bassa pressione si è sviluppata all'interno dell'onda. Alla luce di un ulteriore sviluppo convettivo e della comparsa di bande curve sulle immagini satellitari, l'NHC ha designato il sistema come depressione tropicale il 29 agosto. Situata a sud del crinale subtropicale, la depressione ha mantenuto un movimento a ovest-nord-ovest. Inizialmente, un forte wind shear ha impedito un'ulteriore organizzazione. Tuttavia, la mattina del 30 agosto una profonda convezione si è formata vicino al centro di circolazione. Ciò ha indotto il NHC ad aggiornare la depressione a tempesta tropicale, l'undicesima del 2011. Continuando verso ovest-nord-ovest in una regione di alte temperature sulla superficie del mare, un'ulteriore intensificazione ha avuto luogo il giorno successivo.

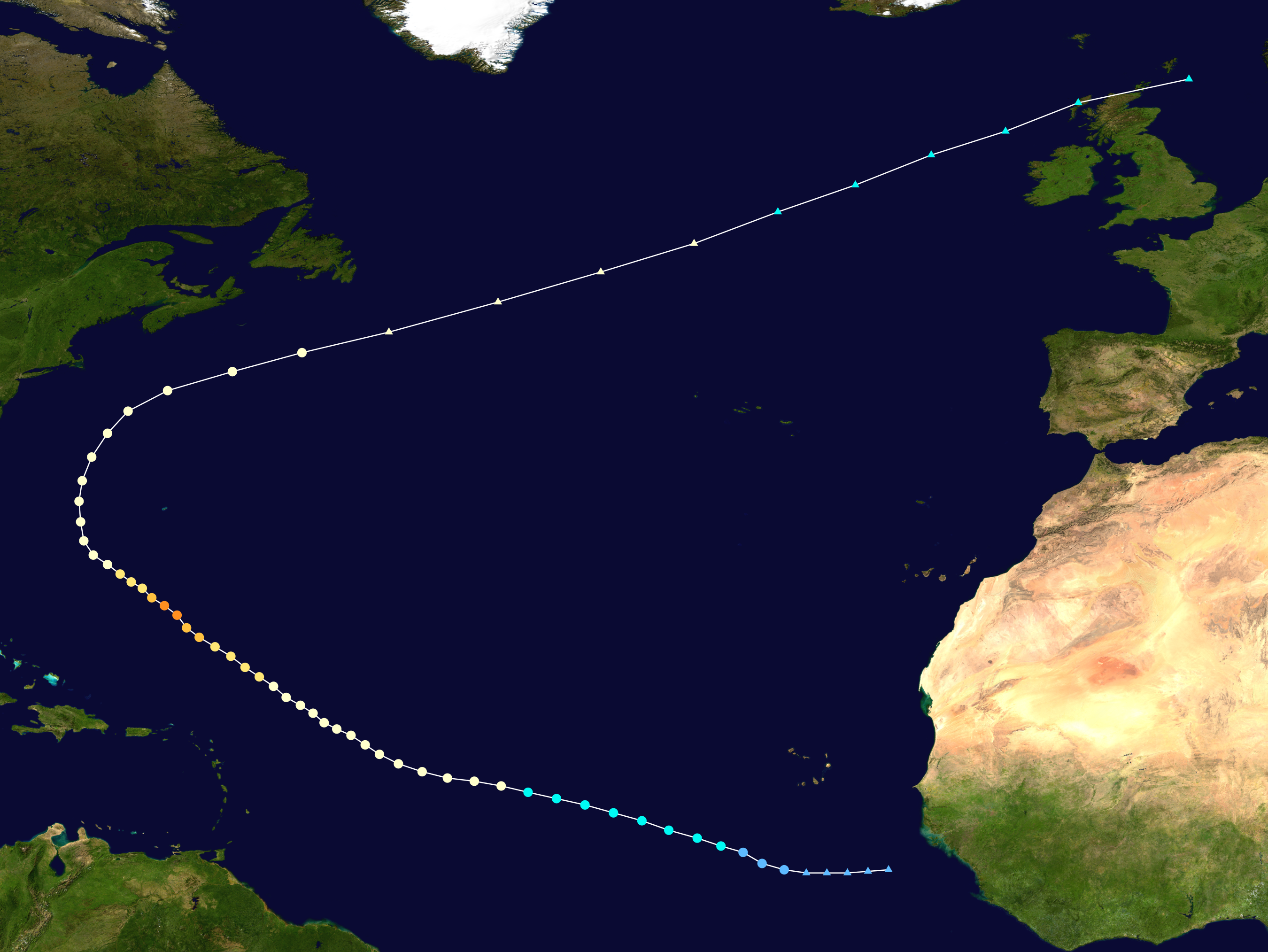
Il percorso di Katia.

Uno sviluppo graduale di cielo coperto si è svolto per tutto il 31 agosto. Sempre lo stesso giorno, è stato stimato che Katia si è intensificata fino a diventare un uragano. Il 1º settembre, l'aumento del wind shear, associato ad un alto-basso livello di convezioni a nord-ovest, ha leggermente indebolito il sistema. Il 2 settembre, Katia ha riacquistato il livello di uragano. Il 3 settembre Katia viene nuovamente declassata a tempesta tropicale. 

Il 4 settembre, una boa di raccoglimento dati NOAA ha confermato che Katia si è intensificata ed è quindi stata aggiornata ad uragano di categoria 2, con venti di 160 km/h. Il sistema, inoltre, ha cominciato a sviluppare il caratteristico occhio ed è apparso molto più organizzato. Il 5 settembre l'uragano si è rapidamente intensificato, fino a diventare un ciclone di categoria 4, per poi regredire a categoria 3 il giorno successivo.

Nelle prime ore dell'8 settembre, Katia ha cominciato a rafforzarsi leggermente, con venti sempre intorno ai 150 km/h, e con una pressione di 970 mbar. A causa della virata della tempesta a nord-est, lo windshear verticale è diminuito, e questa diminuzione si deve a Katia che è riuscita a mantenere la stessa intensità. 

Katia dovrebbe colpire il Regno Unito il 12 settembre, probabilmente con ancora l'intensità di un uragano. I meteorologi prevedono venti fino a 130 km/h e piogge molto intense. Sono stati emanati avvisi per tempo estremamente perturbato per: Scozia, una parte dell'Irlanda e per il nord dell'Inghilterra.